# Свенсон, Уильям
Уильям Свенсон (также Вильям Свайнсон, англ. William Swainson; 8 октября 1789, Лондон — 6 декабря 1855, Хатт-Валли, Новая Зеландия) — английский орнитолог и художник.
Член Лондонского королевского общества (1820).  

## Биография
Свенсон проявил интерес к естествознанию благодаря коллекции ракушек и насекомых своего отца. Он был призван в армию и отправлен на Сицилию, однако из-за проблем со здоровьем ему пришлось вернуться.
Свенсон путешествовал по Бразилии с 1816 по 1818 год. По возвращении в Англию он привёз коллекции, включающие более чем 20 000 насекомых, 1 200 растений, а также почти 900 изображений рыб и птиц — соответственно 120 и 760 рисунков. Его друг Уильям Элфорд Лич, сотрудник Зоологического отдела Британского музея, воодушевил его на эксперимент по использованию литографии при написании книги «Zoological Illustrations» (1820—1823).
Когда Личу из-за болезни пришлось оставить Британский музей, Свенсон претендовал на его замещение, однако должность получил Джон Джордж Чилдрен. Свенсон продолжал писать, самым внушительным произведением стал второй том «Fauna Boreali-Americana» (1831), написанный в соавторстве с Джоном Ричардсоном. Он выпустил также вторую серию «Zoological Illustrations» (1832—1833), три тома «Naturalist's Library» Джардина  и 11 томов «Cabinet Cyclopedia» Ларднера .
В 1841 году Свенсон эмигрировал в Новую Зеландию, чтобы стать фермером, однако потерпел неудачу из-за конкуренции с местными маори. В 1851 году он отправился под парусом в Сидней, чтобы занять должность эксперта по ботанике правительства штата Виктория. Но и тут его постигла неудача из-за недостатка знаний по ботанике. В 1855 году он вернулся в Новую Зеландию, где и умер.
Друг Свенсона Джон Джеймс Одюбон назвал в его честь большого певуна-барсучка (Limnothlypis swainsonii), а Шарль Люсьен Бонапарт дал его имя канюку (Buteo swainsoni).

## Птицы, названные в честь Свенсона
- Большой певун-барсучок Limnothlypis swainsonii
- Свенсонов канюк Buteo swainsoni
- Свенсонов дрозд Catharus ustulatus
- Свенсонов турач Francolinus swainsonii
- Свенсонов воробей Passer swainsonii
- Желтобрюхий тиранн Свенсона Myiarchus swainsoni
- Коричневоспинный тукан Ramphastos swainsonii

- Большой певун-барсучок
- Свенсонов канюк
- Свенсонов дрозд
- Коричневоспинный тукан